# Heckler & Koch MSG90

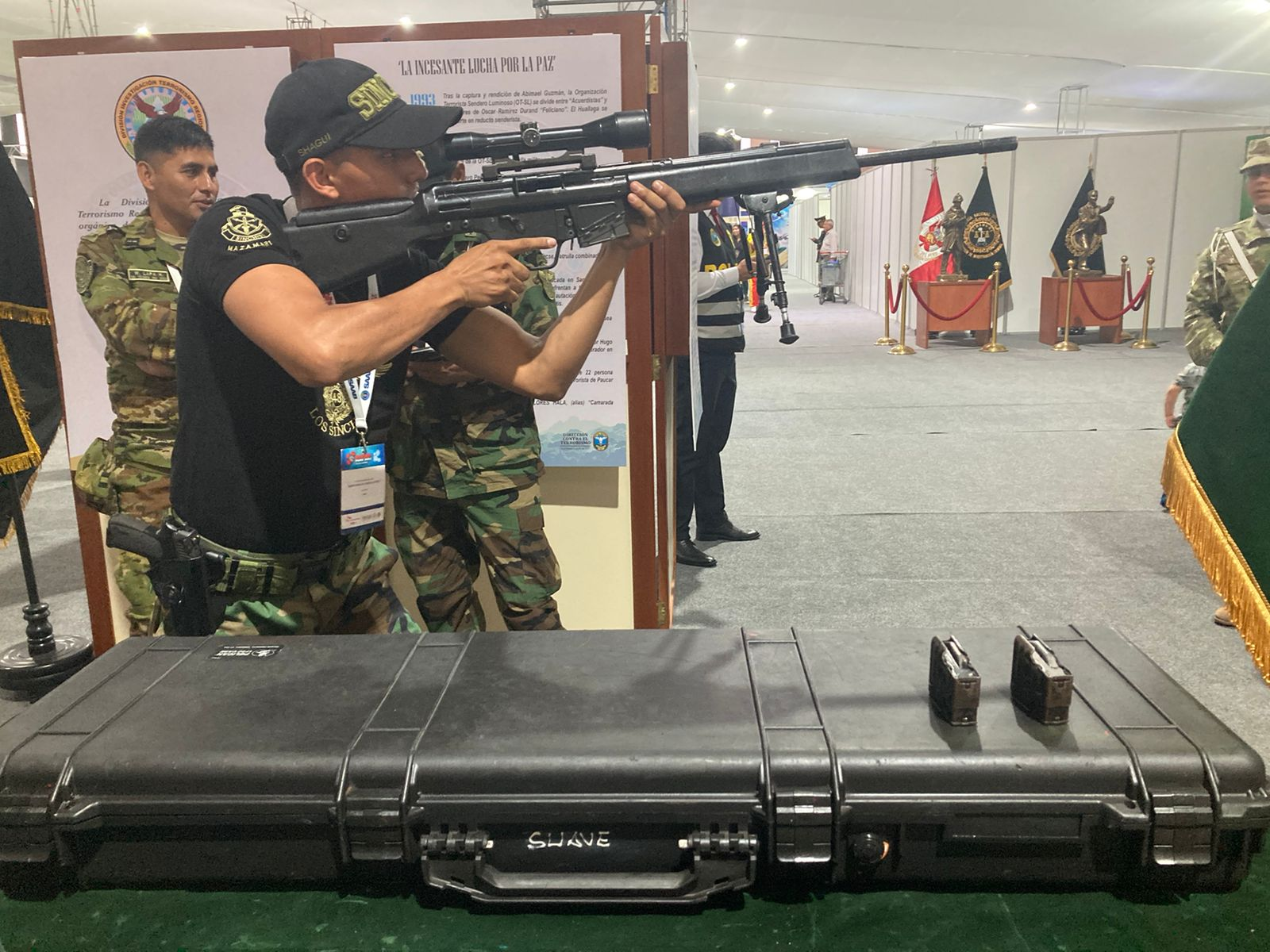
Efectivo peruano de la dirección táctica rural "Los Sinchis" apuntando un rifle de francotirador semiautomático MSG90 en el SITDEF 2023.

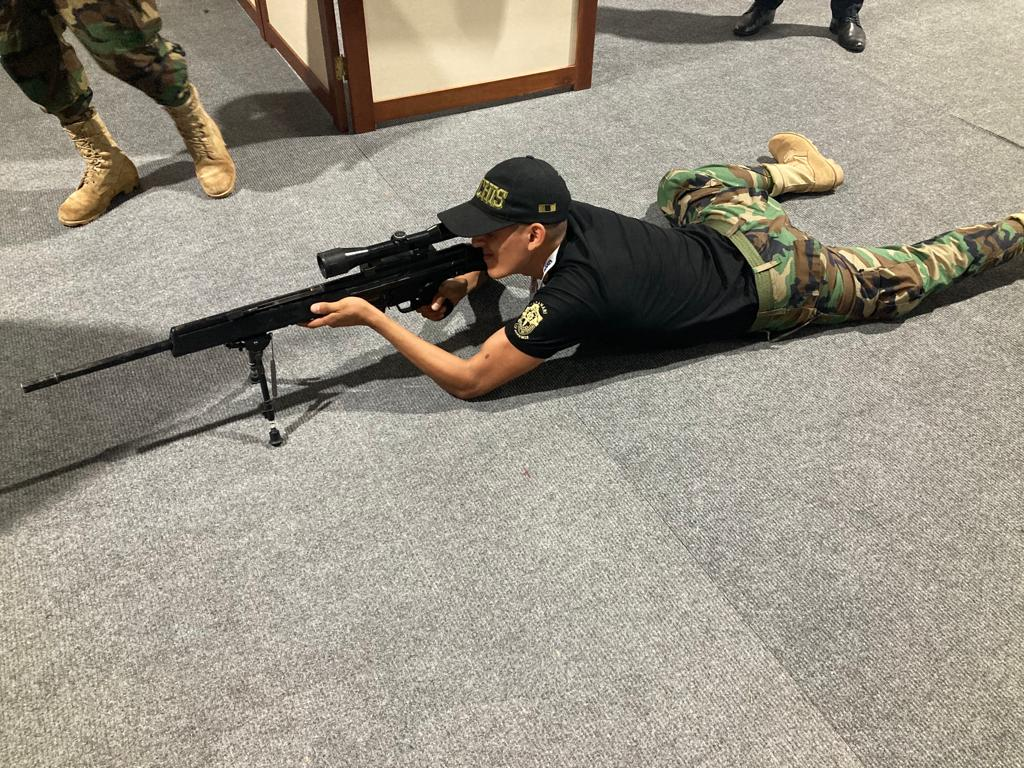
Efectivo peruano de "Los Sinchis" mostrando la doctrina de francotirador cuerpo a tierra con un MSG90.

El MSG90 es una variante militarizada del Heckler & Koch PSG1, que está reforzada y aligerada. El PSG1 y el MSG90 tienen diferentes conjuntos de gatillo. El MSG90 emplea una versión modificada de los conjuntos de gatillo con martillo de los fusiles de asalto H&K con cerrojo con rodillos. La culata compuesta del MSG90 puede ajustarse en altura (carrillo) y longitud (hombro), además de ser más pequeña y ligera que la del PSG1. Los fusiles MSG90 tienen un cañón ligeramente más corto y delgado para ayudar a la estabilización armónica y la constante torsión en lugar del cañón pesado del PSG1, pero sigue siendo flotante. En consecuencia, los MSG90A1 tienen un cañón roscado que les permite instalar un silenciador, lo cual es una ventaja respecto al PSG1.
Para montar las miras telescópicas se usa el sistema de riel Weaver multipropósito, en lugar del STANAG 2324, mientras que las miras telescópicas pueden comprarse por separado. El mismo sistema de riel de montaje es empleado en las ametralladoras HK21E y HK23E, así como en el fusil de asalto G41 (descontinuado).
El cañón tiene un contrapeso en su boca para ayudar a la estabilización armónica de la torsión del cañón a fin de incrementar la precisión. La instalación de un apagallamas incrementa su longitud.

## Usuarios
- Argentina
- Chile
- Corea del Sur
- Dinamarca
- Estados Unidos
- Filipinas
- Francia
- Indonesia
- Irak
- Lituania
- Malasia
- México
- Noruega
- Perú
- Tailandia
- Turquía
- Uruguay

- Datos: Q941897
- Multimedia: HK MSG90 / Q941897